# American Music Awards 1987
Die 14. American Music Awards wurden von der American Broadcasting Company (ABC) am 26. Januar 1987 ausgestrahlt. Die Veranstaltung fand im Shrine Auditorium in Los Angeles, Kalifornien statt. Moderatorin war Diana Ross.

## Gewinner und Nominierte
| Kategorie                                     | Gewinner                                              | Nominierungen |
| --------------------------------------------- | ----------------------------------------------------- | --- |
| Pop/Rock Category                             |                                                       | |
| Favorite Pop/Rock Male Artist                 | Lionel Richie                                         | Peter Gabriel Robert Palmer David Lee Roth                                                                             |
| Favorite Pop/Rock Female Artist               | Whitney Houston                                       | Janet Jackson Madonna Tina Turner                                                                                      |
| Favorite Pop/Rock Band/Duo/Group              | Huey Lewis and the News                               | Genesis Heart Van Halen                                                                                                |
| Favorite Pop/Rock Album                       | Whitney Houston – Whitney Houston                     | Janet Jackson – Control OST – Top Gun Van Halen – 5150                                                                 |
| Favorite Pop/Rock Song                        | Billy Ocean – There’ll Be Sad Songs (To Make You Cry) | Madonna – Live to Tell Pet Shop Boys – West End Girls Steve Winwood – Higher Love                                      |
| Favorite Pop/Rock Video                       | Lionel Richie – Dancing on the Ceiling                | Belinda Carlisle – Mad About You Janet Jackson – When I Think of You Robert Palmer – I Didn’t Mean to Turn You On      |
| Favorite Pop/Rock Male Video Artist           | Billy Ocean                                           | Peter Gabriel Howard Jones Robert Palmer                                                                               |
| Favorite Pop/Rock Female Video Artist         | Madonna                                               | Belinda Carlisle Whitney Houston Janet Jackson                                                                         |
| Favorite Pop/Rock Band/Duo/Group Video Artist | Huey Lewis & The News                                 | Culture Club Run-D.M.C. Simple Minds                                                                                   |
| Soul/R&B Category                             |                                                       | |
| Favorite Soul/R&B Male Artist                 | Lionel Richie                                         | Freddie Jackson Billy Ocean Stevie Wonder                                                                              |
| Favorite Soul/R&B Female Artist               | Whitney Houston                                       | Anita Baker Janet Jackson Patti LaBelle                                                                                |
| Favorite Soul/R&B Band/Duo/Group              | New Edition                                           | Atlantic Starr Cameo Run-D.M.C.                                                                                        |
| Favorite Soul/R&B Album                       | Whitney Houston – Whitney Houston                     | Anita Baker – Rapture Janet Jackson – Control Run-D.M.C. – Raising Hell                                                |
| Favorite Soul/R&B Song                        | Janet Jackson – Nasty                                 | Cameo – Word Up Prince – Kiss Timex Social Club – Rumors                                                               |
| Favorite Soul/R&B Video                       | Whitney Houston – The Greatest Love of All            | Janet Jackson – When I Think of You Billy Ocean – There’ll Be Sad Songs (To Make You Cry) Run-D.M.C. – Walk This Way   |
| Favorite Soul/R&B Male Video Artist           | Lionel Richie                                         | James Brown Oran „Juice“ Jones Billy Ocean                                                                             |
| Favorite Soul/R&B Female Video Artist         | Janet Jackson                                         | Aretha Franklin Whitney Houston Tina Turner                                                                            |
| Favorite Soul/R&B Band/Duo/Group Video Artist | Kool & The Gang                                       | Cameo The Jets Run-D.M.C.                                                                                              |
| Country Category                              |                                                       | |
| Favorite Country Male Artist                  | Willie Nelson                                         | Ronnie Milsap George Strait Hank Williams Jr.                                                                          |
| Favorite Country Female Artist                | Barbara Mandrell                                      | Reba McEntire Juice Newton Tanya Tucker                                                                                |
| Favorite Country Band/Duo/Group               | Alabama                                               | The Forester Sisters The Judds Marie Osmond & Paul Davis                                                               |
| Favorite Country Album                        | Alabama – Greatest Hits                               | The Judds – Rockin’ with the Rhythm Reba McEntire – Whoever’s in New England George Strait – Something Special         |
| Favorite Country Song                         | The Judds – Grandpa (Tell Me ’Bout the Good Ol’ Days) | Dan Seals – Everything That Glitters (Is Not Gold) Randy Travis – Diggin’ Up Bones Steve Wariner – You Can Dream of Me |
| Favorite Country New Artist                   | The Judds – Grandpa (Tell Me ’Bout the Good Ol’ Days) | George Jones – Who’s Gonna Fill Their Shoes Reba McEntire – Whoever’s in New England Dwight Yoakam – Honky Tonk Man    |
| Favorite Country Male Video Artist            | George Jones                                          | Mel McDaniel Gary Morris George Strait                                                                                 |
| Favorite Country Female Video Artist          | Reba McEntire                                         | Janie Fricke Anne Murray Marie Osmond                                                                                  |
| Favorite Country Band/Duo/Group Video Artist  | Alabama                                               | The Forester Sisters The Judds Sawyer Brown                                                                            |
| Special Recognition Award                     |                                                       | |
| Dionne Warwick                                |                                                       | |

## Auftritte
- Diana Ross – Touch By Touch
- Genesis – Invisible Touch
- Janet Jackson – Control
- Robert Palmer – I Didn’t Mean to Turn You On
- Whitney Houston – All at Once
- Dionne Warwick, Gladys Knight, Diana Ross – That’s What Friends Are For